# Amata edwardsi
Amata edwardsi är en fjärilsart som beskrevs av Butler 1876. Amata edwardsi ingår i släktet Amata och familjen björnspinnare. Inga underarter finns listade i Catalogue of Life.